# Département de l'Ohio
Le département de l'Ohio est un district militaire administratif créé par le département de la Guerre des États-Unis, au début de la guerre de Sécession pour administrer les troupes dans les États du Nord, près de la rivière Ohio.

## Premier département 1861-1862
Les ordres généraux no 14, délivrés par le bureau de l'adjudant-général à Washington, le 3 mai 1861, réunit toutes les troupes fédérales dans les états de l'Ohio, de l'Indiana et de l'Illinois dans un nouveau département militaire appelé le département de l'Ohio, avec ses quartiers généraux à Cincinnati, en Ohio. Le major général George B. McClellan est désigné comme son premier commandant. McClellan mène des efforts au printemps et au début de l'été de 1861 pour occuper la région de la Virginie occidentale, qui veut rester dans l'Union. Ses forces vainquent deux petites armées confédérées et ouvrent la voie pour que la région devienne plus tard l'État de Virginie-Occidentale. À compter du 6 juin, l'ouest de la Pennsylvanie, l'ouest de le Virginie et le Missouri sont ajoutés au département.
Après la réaffectation de McClellan au commandement de l'armée du Potomac, le brigadier général Ormsby M. Mitchel commande le département de l'Ohio de septembre à novembre 1861. Sous sa direction, les troupes progressent vers le sud en direction de Huntsville, en Alabama, à partir de Chattanooga, dans le Tennessee, mais sont repoussées. Ensuite, les ordres généraux no 97 ordonnent au major général Don Carlos Buell de prendre le commandement du département. Toutes les forces du département sont ensuite organisées dans l'armée de l'Ohio avec Buell à son commandement. Le département de l'Ohio est dissous le 11 mars 1862, quand il est fusionné dans le département du Mississippi et le département des montagnes.

## Second département 1862-1865
Le département de l'Ohio est recréé le 19 août 1862, et se compose des États de l'Ohio, du Michigan, de l'Indiana, de l'Illinois, du Wisconsin, et la partie du Kentucky à l'est de la rivière Tennessee. Le major-général Horatio G. Wright prend le commandement du département reconstitué. Ses quartiers généraux se trouvent à Cincinnati.
En septembre, l'Ouest de la Virginie est ajouté au département ainsi que toutes les troupes fédérales dans la région. Le 25 mars 1863, après que le Sénat a refusé de confirmer la promotion de major-général de Wright, le major-général Ambrose Burnside prend le commandement du département de l'Ohio. Wright, après avoir brièvement occupé un commandement subordonné à Louisville, au Kentucky, est transféré en mai 1863 dans l'armée du Potomac au commandement de la première division de VIe corps. Burnside consolide toutes les forces du département et crée le XXIIIe corps, qui est également nommé armée de l'Ohio, avec lui-même au commandement. Les éléments de la nouvelle armée de l'Ohio contribuent à repousser le raid de Morgan, bien que l'ensemble de l'armée fonctionne rarement comme une seule unité au cours de cette campagne. Le 16 octobre 1863, le département de l'Ohio (avec le département du Tennessee et le département du Cumberland) devient une partie de la division militaire du Mississippi, sous le commandement global du major-général Ulysses S. Grant.
Pour raison de maladie, Burnside demande à être relevé de son commandement après la bataille de Fort Sanders et est remplacé par le major général John G. Foster le 9 décembre. Le 9 février 1864, le major général John M. Schofield prend le commandement du département de l'Ohio. Pendant le reste de la guerre, le département est synonyme d'armée de l'Ohio.